# Pteroceras
Pteroceras – rodzaj roślin z rodziny storczykowatych (Orchidaceae). Obejmuje 22 gatunki. Występują one w południowo-wschodniej Azji w takich krajach i regionach jak: Andamany, Asam, Bangladesz, Borneo, Kambodża, południowo-centralne Chiny, wschodnie i zachodnie Himalaje, Indie, Jawa, Laos, Małe Wyspy Sundajskie, Malezja, Moluki, Mjanma, Nepal, Nikobary, Filipiny, Sri Lanka, Celebes, Sumatra, Tajlandia, Wietnam. Są to epifityczne lub litofityczne rośliny zielne rosnące w tropikalnych wilgotnych lasach nizinnych i górskich, w namorzynach, wśród zarośli, na skalistych wybrzeżach oraz na pojedynczych drzewach na otwartej przestrzeni.

## Morfologia
KwiatyKwiaty do ok. 1,5 cm średnicy, różnie zabarwione, zazwyczaj słodko pachnące, zebrane czasem w liczbie nawet 190 w jednym kwiatostanie.

## Systematyka
Rodzaj sklasyfikowany do podplemienia Aeridinae w plemieniu Vandeae, podrodzina epidendronowe (Epidendroideae), rodzina storczykowate (Orchidaceae), rząd szparagowce (Asparagales) w obrębie roślin jednoliściennych.
Wykaz gatunków
- Pteroceras asperatum (Schltr.) P.F.Hunt
- Pteroceras biserratum (Ridl.) Holttum
- Pteroceras compressum (Blume) Holttum
- Pteroceras dalaputtuwa Atthan., Priyad., Wijew., Aberathna & Kumar
- Pteroceras erosulum H.A.Pedersen
- Pteroceras fragrans (Ridl.) Garay
- Pteroceras fraternum (J.J.Sm.) Bakh.f.
- Pteroceras hirsutum (Hook.f.) Holttum
- Pteroceras indicum Punekar
- Pteroceras johorense (Holttum) Holttum
- Pteroceras leopardinum (C.S.P.Parish & Rchb.f.) Seidenf. & Smitinand
- Pteroceras longicalcareum (Ames & Rolfe) Garay
- Pteroceras monsooniae Sasidh. & Sujanapal
- Pteroceras muluense Schuit. & de Vogel
- Pteroceras muriculatum (Rchb.f.) P.F.Hunt
- Pteroceras nabawanense J.J.Wood & A.L.Lamb
- Pteroceras philippinense (Ames) Garay
- Pteroceras spathibrachiatum (J.J.Sm.) Garay
- Pteroceras teres (Blume) Holttum
- Pteroceras violaceum (Ridl.) Holttum
- Pteroceras viridiflorum (Thwaites) Holttum
- Pteroceras vriesii (Ridl.) Garay